# Escoteiros Catalães
Escoteiros Catalães (Escoltes catalanes, no  original) é uma associação de educação informal, através do escutismo, visa educar crianças e jovens para que se tornem cidadãos empenhados, envolvidos e críticos. Atualmente reúne 4.000 crianças e jovens distribuídos em cerca de quarenta grupos em doze comarcas da Catalunha.

## Afiliações
Os Escoteiros Catalães estão envolvidos com o território onde se inserem e fazem parte das seguintes redes, plataformas e federações:
- Federació Catalana d'Escoltisme i Guiatge

- - Consell Nacional de Joventut de Catalunya
  - Consell de Joventut de Barcelona
  - Federació d'Organitzacions per a la Justícia Global
  - Federació d'Organitzacions Catalanes Internacionalment Reconegudes
  - Spiriteco: Grup de Treball sobre com treballar l'espiritualitat des de la laïcitat
  - Associació Mundial de Noies Guies i Noies Escoltes
  - Organització Mundial del Moviment Escolta

É através destas duas últimas redes que a CE integra dimensão internacional do Escotismo, através da participação em encontros internacionais (Roverway, Jamboree, Jambee, etc.) nos quais costumam participar as maiores unidades dos grupos da associação, assim  como outros grupos de outras associações de escuteiros da Catalunha, que são globalmente coordenados pela FCEG.
Numa outra vertente a Associação de Escoteiros Catalães tem estado envolvida e atenta às mudanças da sociedade, através de iniciativas locais dos grupos que agem como promotores ou, por exemplo, com a participação activa na Mesa Redonda de Jovens da Catalunha, no final década de setenta, que culminou na criação do CNJC. Sempre primou por acompanhar o discurso e ações das gerações, e a suas propostas transformadoras e inconformistas, fugindo às correntes do assistencialismo e do consumismo que têm imperado.

## História
A associação Escoteiros Catalães é a associação de escoteiros laicos da Catalunha. Foi fundada em 1974, quando várias associações não confessionais de escoteiros e guias; as irmandades dos Minyons de Muntanya, Boy Scouts de Catalunya, Germanor de Nois i Noies Guies i Nova Escolta del País Valencià, juntamente com outros cinco grupos independentes, se fundiram para criar o primeira associação que era escoteira e guia em simultâneo. Esta fusão foi a o culminar da organização do panorama de escoteiros e guias catalães. O caráter laico da associação foi muito influenciado pela associação francesa Éclaireuses et Éclaireurs de France, e teve papel de destaque na criação do Conselho Nacional da Juventude da Catalunha em 1979, do qual foi fundadora. É membro das duas organizações mundiais de escotismo e orientação, a Organização Mundial do Escutismo (WOSM) e a  Associação Mundial de Guias e Bandeirantes (WAGGGS), através da Federació Catalana d'Escoltisme i Guiatge.
Também parte da UIPL (Unió Internacional Pluralista i Laica) como membro fundador, e da COFRASL (Cooperación Francophone de l'Escoltisme Laic), onde contribui sobretudo com ações de cooperação internacional e educação para o desenvolvimento. É ainda pertinente referir que também é membro da Federació Catalana d'ONG per a la Pau, els Drets Humans i el Desenvolupament.
Em 1997 criou-se a Fundació Escolta Josep Carol com o objetivo de fortalecer o seu trabalho social, como a missão de promover a educação de crianças e jovens para a cidadania responsável e incutindo valores do escutismo.

## Ver ainda
- Escoltes i Guies de Mallorca (em catalão)
- Minyons Escoltes i Guies Sant Jordi de Catalunya (em catalão)

## Ligações Externas
- site oficial dos escoteiros catalães

## Referencias
1. ↑  CNJC. «Escoltes Catalans - CNJC». cnjc.cat (em catalão). Consultado em 29 de novembro de 2023